# Nordiska mästerskapen i brottning 1967
Nordiska mästerskapen i brottning 1967 hölls mellan den 22 och 24 april 1967 i Nykøbing Falster i Danmark. Det var den 10:e upplagan av tävlingen.

## Medaljtabell
*   Värdland ( Danmark)
| Nr                  | Nation              | Guld | Silver | Brons | Totalt |
| ------------------- | ------------------- | ---- | ------ | ----- | ------ |
| 1                   | Finland             | 3    | 4      | 1     | 8      |
| 2                   | Sverige             | 3    | 2      | 0     | 5      |
| 3                   | Norge               | 1    | 2      | 2     | 5      |
| 4                   | Danmark*            | 1    | 0      | 5     | 6      |
| Totalt (4 nationer) | Totalt (4 nationer) | 8    | 8      | 8     | 24     |

## Resultat

### Grekisk-romersk stil
| Gren   | Guld                  | Silver          | Brons            |
| 52 kg  | Trond Martiniussen    | Jorma Kujanne   | Alex Børger      |
| 57 kg  | Risto Björlin         | Leif Samuelsson | Oevind Solskjaer |
| 63 kg  | Martti Laakso         | Leif Freij      | Svend Skrydstrup |
| 68 kg  | Matti Poikala         | Eero Tapio      | Johny Hansen     |
| 74 kg  | Matti Laakso          | Per Nordlie     | Kurt Madsen      |
| 82 kg  | Flemming Kosakewitsch | Oeyvind Merlid  | Pentti Punkari   |
| 90 kg  | Pelle Svensson        | Aimo Mäenpää    | Tore Hem         |
| 100 kg | Lennart Eriksson      | Osmo Hekkala    | Arne Jensen      |